# Josef Munzinger

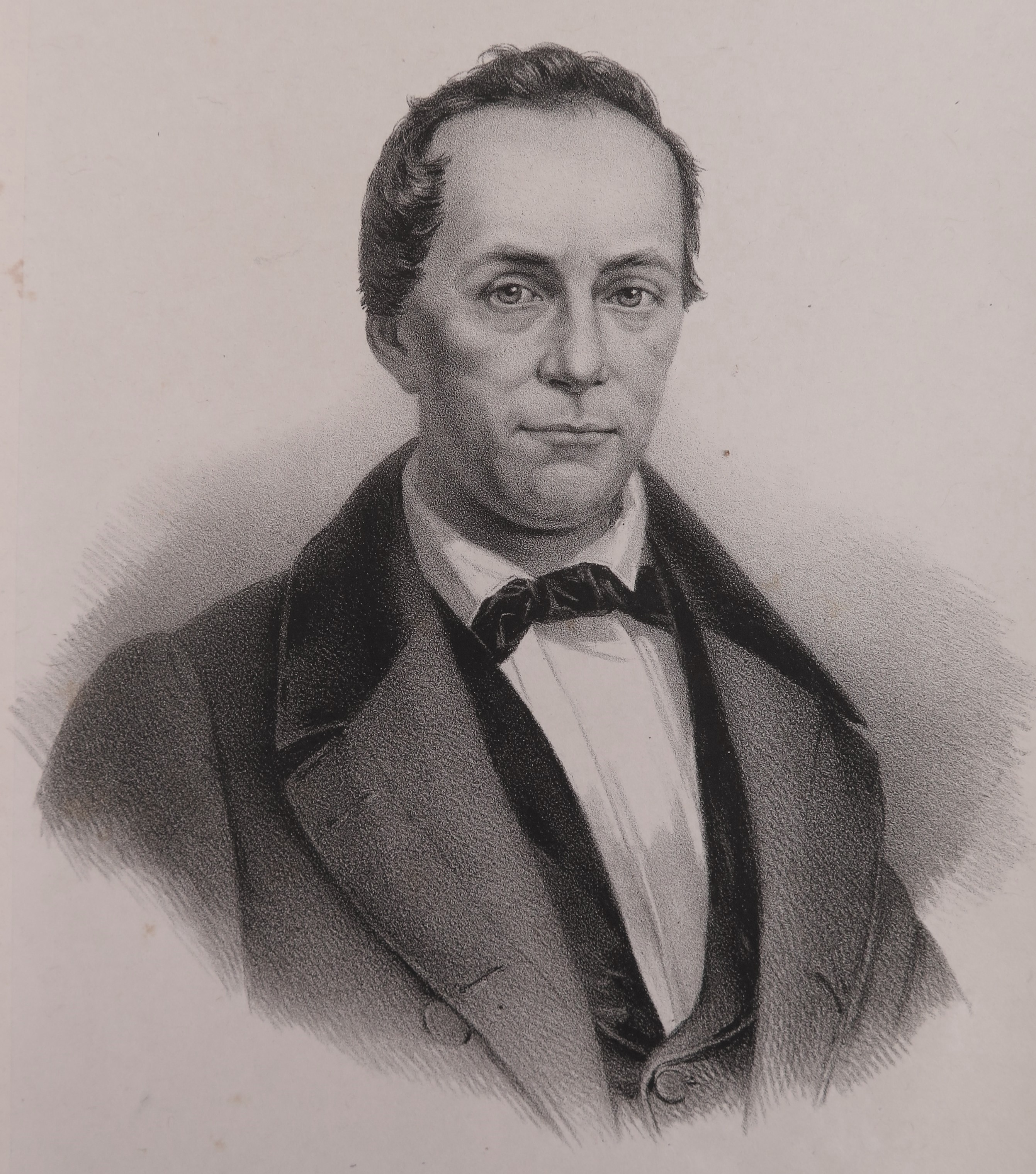
Josef Munzinger

Martin Josef Munzinger (* 11. November 1791 in Olten; † 6. Februar 1855 in Bern, überwiegend Josef Munzinger genannt) war ein Schweizer Kaufmann, Revolutionär und Politiker. Er führte 1830 den Sturz der konservativen Regierung des Kantons Solothurn herbei und wurde 1848 zu einem der ersten Bundesräte des Schweizer Bundesstaats gewählt. Munzinger gehörte der liberalen Fraktion an, einer der Vorgängergruppierungen der heutigen FDP.
Zwei seiner Söhne erlangten ebenfalls Bekanntheit: Walther Munzinger (1830–1873) war Jurist, Kirchenrechtler und einer der Gründer der Christkatholischen Kirche. Der auch als Munzinger Pascha bekannte Werner Munzinger (1832–1875) war Orientalist und Afrikaforscher.
Sein Enkel war der spätere Jurist und Politiker Werner Kaiser.

## Biografie

### Jugend

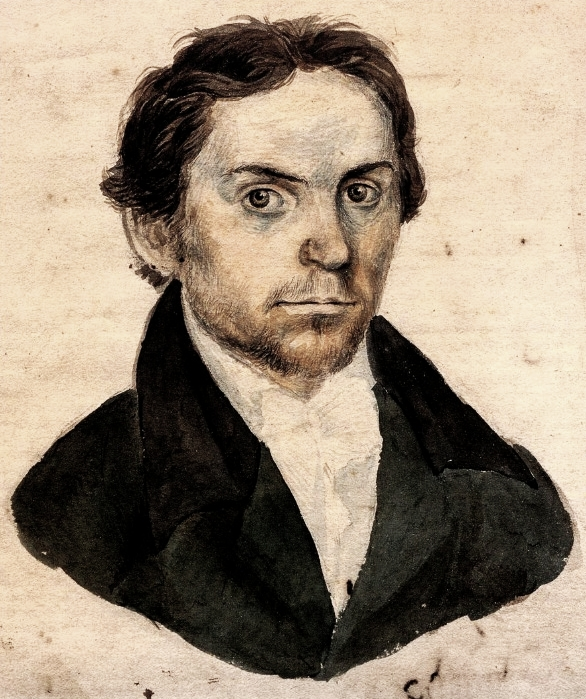
Porträt von Josef Munzinger als junger Revolutionär

Er war der zweitälteste Sohn des wohlhabenden Oltner Kaufmanns Konrad Munzinger und von Elisabeth Schmid. Sein älterer Bruder Ulrich war von 1831 bis 1861 Stadtammann von Olten. Sein jüngerer Bruder Victor wurde Arzt und Musiker; dessen Sohn Eugen Munzinger war später ebenfalls Arzt und wurde 1867 Kantonsrat.
Josef Munzinger, der als sprachbegabt und musikliebend galt, erhielt seine Ausbildung am Kollegium in Solothurn, an der Klosterschule in Muri und am Kollegium St. Michael in Fribourg. Nachdem er die Matura bestanden hatte, absolvierte er eine Handelslehre in Bologna. Das 1798 entmachtete erbliche Patriziat der Stadt Solothurn stürzte am 8. Januar 1814 die Regierung, wodurch Munzinger politisch radikalisiert wurde.
Die Gebrüder Munzinger waren an der Protestbewegung gegen den konservativen Staatsstreich beteiligt. Sie setzten sich vorübergehend in den Aargau ab, stellten sich aber nach kurzer Zeit und leisteten Abbitte. Bereits im Mai desselben Jahres wurden sie inhaftiert und des zivilen Ungehorsams angeklagt, kamen aber am 2. Juni 1814 beim (letztlich gescheiterten) Putschversuch der liberalen Kräfte wieder frei. Josef Munzinger floh nach Como ins Exil und wurde zu drei Jahren Landesverweis verurteilt. Aufgrund einer durch den russischen Gesandten vermittelten Amnestie konnte er noch im selben Jahr zurückkehren. Von 1817 bis 1825 hatte er das Amt des Stadtschreibers von Olten inne und betrieb Landwirtschaft auf den Grundstücken seiner Eltern, aus der Politik hielt er sich aber weitgehend heraus.

### Kantons- und Bundespolitik

Porträt von Josef Munzinger im Zusammenhang mit der Versammlung in Balsthal am 22. November 1831

Als Reaktion auf die Julirevolution von 1830 in Frankreich wurde Munzinger wieder politisch aktiv und schloss sich den Liberalen an. Am 22. Dezember 1830, einen Monat nach dem Ustertag im Kanton Zürich, fand auch im Kanton Solothurn eine Volksversammlung statt. In Balsthal proklamierte Munzinger vor rund 2500 Zuhörern die bedingungslose Volkssouveränität und stellte 17 Forderungen. Insbesondere die Forderung nach Abschaffung der Zehnten fand bei der bäuerlichen Bevölkerung grossen Anklang. Die patrizische Regierung musste dem Druck nachgeben und zurücktreten.
Am 13. Januar 1831 trat eine neue Verfassung in Kraft, die der bisher benachteiligten Landbevölkerung mehr politische Rechte zugestand. Munzinger wurde daraufhin in den Grossen Rat gewählt und von diesem in den Kleinen Rat (Kantonsregierung) abgeordnet. Nach den Wahlen von 1833 war Munzinger 15 Jahre lang Landammann und damit Vorsitzender der Kantonsregierung. Unter seiner Führung wurden im Kanton Solothurn die Rechtsgleichheit verwirklicht, die Zehnten abgeschafft, das Schulwesen reformiert und die Infrastruktur verbessert. Darüber hinaus war Munzinger Präsident des Grossen Rates in den Jahren 1833/34, 1837/38 und 1840.
Mit der Verfassungsrevision im Januar 1841 setzten sich die liberalen Kräfte endgültig durch. Allerdings musste sich Munzinger gegen die von Theodor Scherer-Boccard angeführten katholisch-demokratischen Konservativen unter (unblutig verlaufendem) Auffahren von Kanonen ins Recht setzen, um ähnliche Ereignisse wie beim Züriputsch zwei Jahre zuvor zu verhindern. Dass die Altliberalen vom Schlage Munzingers zwar liberal waren, aber dennoch römisch-katholisch blieben, zeigt die Tatsache, dass der Katholizismus in dieser Verfassung noch immer privilegierte Konfession blieb. Im Gegensatz zum Aargau blieben die Klöster unangetastet, ebenso ratifizierte Solothurn die Badener Artikel nicht.

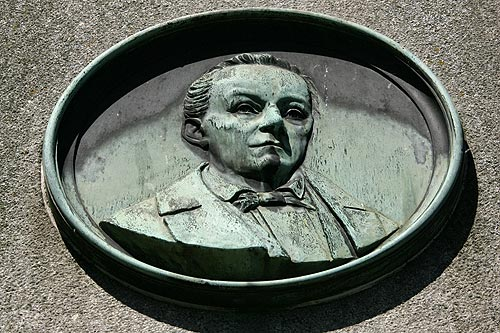
Relief auf dem Munzinger-Denkmal in Olten

Munzinger vertrat den Kanton Solothurn ab 1831 bei den eidgenössischen Tagsatzungen. 1847 sicherte er sich die Zustimmung des Grossen Rates, für die Anwendung von Waffengewalt bei der Auflösung des Sonderbunds zu stimmen. Nachdem sich die liberalen Kantone im Sonderbundskrieg durchgesetzt hatten, war Munzinger an der Ausarbeitung der Bundesverfassung beteiligt. Dabei setzte er sich erfolgreich für ein Zweikammerparlament ein, während er konfessionelle Ausnahmeartikel ablehnte. Im Herbst 1848 weilte er zusammen mit Alfred Escher im Kanton Tessin, um dort im Auftrag der Tagsatzung zwischen verfeindeten politischen Lagern zu vermitteln. In seiner Abwesenheit ordnete ihn der Grosse Rat in den Ständerat ab.

### Bundesrat
Als die Bundesversammlung am 16. November 1848 zur ersten Bundesratswahl antrat, weilte Munzinger noch immer im Tessin. Die Parlamentarier wählten ihn in Abwesenheit zum vierten Bundesrat, wobei er im zweiten Wahlgang 71 Stimmen erhielt (24 Stimmen entfielen auf Stefano Franscini, 17 auf Jakob Robert Steiger und 20 auf weitere Personen). Den Ausschlag gab die Tatsache, dass Munzinger zwar Katholik war, aber einen Kanton repräsentierte, der nicht dem Sonderbund angehört hatte und seit längerer Zeit liberal war.

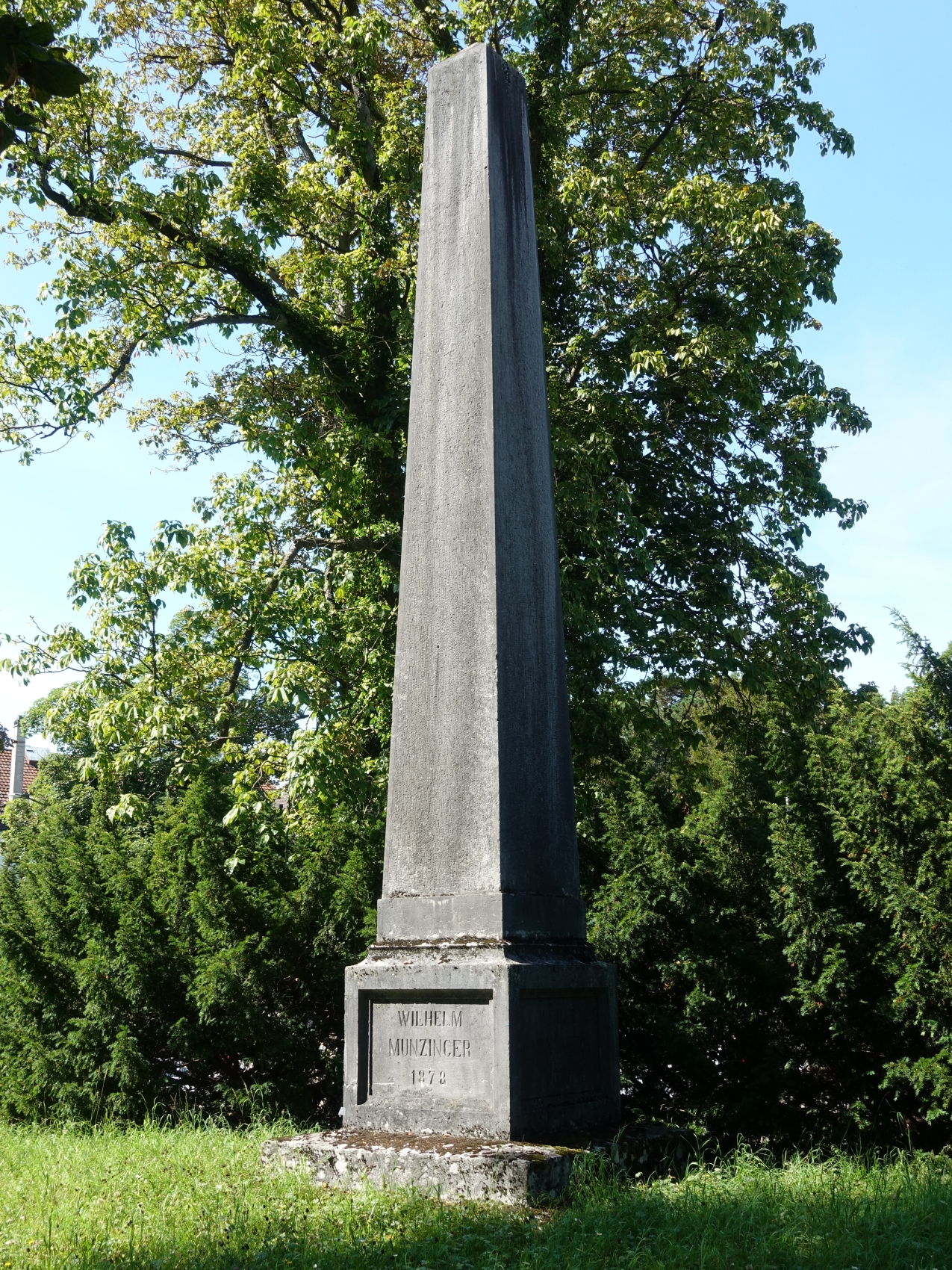
Denkmal für Josef Munzinger und seine drei Söhne neben dem Konzertsaal Solothurn.

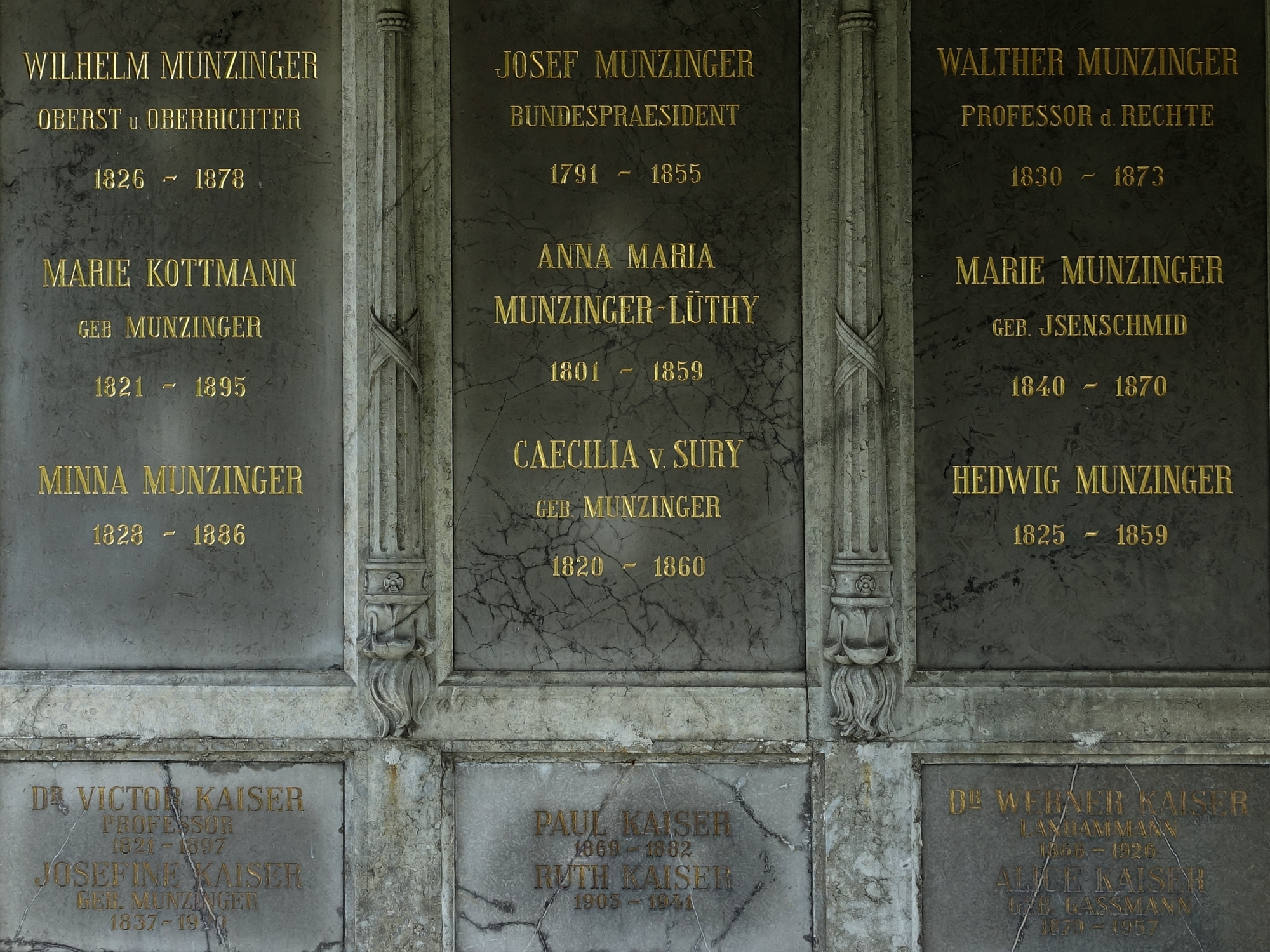
Familiengrab. Katholische Kirche, Feldbrunnen-St. Niklaus

Die Hauptaufgaben für den ersten Vorsteher des Finanzdepartements bestanden darin, die Finanzen des jungen Bundesstaates in Ordnung zu bringen und die rechtlichen Grundlagen für die Einführung einer einheitlichen Währung zu schaffen. Dabei brach Munzinger den Widerstand der Ostschweizer Kantone, die wirtschaftlich eng mit Süddeutschland verflochten waren und den Gulden bevorzugten. Er setzte das Dezimalsystem nach französischem Muster durch und konnte 1850 den Schweizer Franken einführen. Nachdem Munzinger ein Jahr lang Vizepräsident gewesen war, übernahm er 1851 für ein Jahr das Amt des Bundespräsidenten und stand als solcher, wie damals üblich, dem Politischen Departement vor.
1852 kehrte Munzinger vorübergehend ins Finanzdepartement zurück, 1853 und 1854 war er Vorsteher des Post- und Baudepartements. Mit seinen Vorstellungen zur ersten Juragewässerkorrektion konnte er sich im Gesamtbundesrat nicht durchsetzen. Er litt zunehmend an Depressionen und an einer schweren, nicht genau diagnostizierten Nervenkrankheit. Wegen monatelanger Kuren in Baden und Bad Ragaz konnte er oft nicht an den Bundesratssitzungen teilnehmen. Obwohl er von seiner Krankheit bereits stark gezeichnet und auf einen Rollstuhl angewiesen war, liess sich Munzinger im Dezember 1854 nochmals im Amt bestätigen. Der spätere Bundesrat Jakob Dubs schrieb in seinem Tagebuch darüber: «Munzinger wurde aus Barmherzigkeit wiedergewählt, in der Hoffnung, dass er so oder anders bald Platz mache.» Nur für wenige Wochen leitete Munzinger das Handels- und Zolldepartement: Während der Bundesratssitzung vom 31. Januar 1855 brach er zusammen, eine Woche später starb er im Alter von 63 Jahren. Sein Nachfolger im Bundesrat wurde der Luzerner Josef Martin Knüsel, nachdem der Basler Johann Jakob Stehlin seine Wahl zum Bundesrat nicht angenommen hatte.
Seine letzte Ruhestätte fand Munzinger auf dem Friedhof der katholischen Kirche in Feldbrunnen-St. Niklaus.